# Mémé cornemuse
 (novembre 2015).
- Si vous ne connaissez pas le sujet, laissez ce bandeau (vous pouvez alors contacter les auteurs).
- Si vous supprimez le contenu mis en cause (vous pouvez préalablement contacter les auteurs),

argumentez précisément cette suppression dans la page de discussion
(un manque de référence n'est pas un argument ; une recherche réelle de référence doit avoir été effectuée, être formellement documentée).
 (mars 2015).
Mémé Cornemuse est le personnage principal des œuvres fictives de l'auteure belge Nadine Monfils. 
La vie trépidante de ce personnage est racontée à travers cinq livres : Les Vacances d'un serial killer à Maboul Kitchen en passant par La petite fêlée aux allumettes, La vieille qui voulait tuer le bon Dieu ou encore Mémé goes to Hollywood.
Un sixième opus, l'Agence Corleone - Mémé Cornemuse is back édité chez "French Pulp Édition" est annoncé mais indisponible.

## Origine du nom
Elle se fait appeler ainsi à cause de son faible pour les hommes écossais, bien évidemment car ils ne portent pas de slip en dessous de leur kilt (Les vacances d’un serial Killer).

### Carte d’identité
- Sexe : femme
- Profession : retraitée active
- Age : soixantaine
- Résidence : Belgique
- Famille : La famille Destrooper, fils caché
- Pouvoir : Capacité à voir l’avenir dans les testicules des gens
- Fait avéré :  Braqueuse de banques amateur, fan d’Annie Cordy

## Biographie
(novembre 2015).

### Les Vacances d’un Serial Killer
Dans les vacances d’un serial killer, on apprend que la famille de madame Cornemuse part en vacances à la mer du nord. Accompagnée de sa fille Josette Destrooper, son beau-fils, Alfonse ainsi que leurs deux enfants la route vers la côte belge ne sera pas sans péripéties : entre le vol du sac à main de Josette  et les hormones de mémé en ébullition, les vacances risquent d’être du tonnerre.

### La petite fêlée aux allumettes
Nake vient de perdre sa grand-mère et arrive maintenant à lire l’avenir en craquant une allumette. À chaque vision, elle voit un meurtre se dérouler. L’inspecteur Cooper et son collègue travesti Michou vont enquêter sur ces scènes de crimes. Mémé Cornemuse va alors se mêler à  cette affaire. Une relation va alors débuter entre la vieille et l’homme aux goûts féminins.

### La vieille qui voulait tuer le bon dieu
Mémé Cornemuse, fan d'Annie Cordy et de Jean-Claude Van Damme, est une vieille bique, entre Ma Dalton et Carmen Cru, à la sauce belge. Elle a trouvé un emploi de concierge dans un immeuble foutraque... où son arrivée va déclencher des horreurs rocambolesques.

### Mémé goes to Hollywood
La vieille amatrice de kilt ne reculera devant rien pour épouser son cher et tendre Jean-Claude Van Damme. Rien ne l’arrêtera. Elle est enfin décidée à réaliser son plus grand rêve : partir à Hollywood rencontrer son idole, JCVD. Elle est vraiment prête à tout pour parvenir à ses fins: voler une vieille baraque à frites pour aller jusqu’au Havre et embarquer sur un paquebot de croisière vers les États-Unis. 

### Maboul Kitchen
« Après avoir célébré en grande pompe ses épousailles avec un vieux croûton rencontré à l'asile, Mémé Cornemuse part en voyage de noces à Étretat, pour le charme irrésistible de ses falaises. Sitôt veuve, elle va enfin réaliser son rêve : ouvrir un palace à Saint-Amand-sur-Fion, dans la propriété de feu son mari, dont elle est l'héritière. Avec l'aide de quelques pétés du bulbe et d'un cuisinier complètement maboul, elle décide de financer les travaux pour retaper la baraque en montant une superarnaque qui va virer à l'Auberge rouge et au boxon général. Son but ultime, toujours : partir pour L.A., y réaliser un relooking extrême à faire pâlir d'envie Pamela Anderson, et séduire son idole, JCVD.»